# Aldo Sena
Aldo Alves de Sena (Igarapé-Miri, 14 de outubro de 1957), mais conhecido como Aldo Sena, é um músico e compositor brasileiro, um dos maiores expoentes da guitarrada, ritmo nascido no Pará da fusão de gêneros locais como o carimbó e caribenhos, tais como o mambo e o merengue. Ao lado de nomes como Mestre Vieira e Mestre Curica, integra aquela que é considerada a tríade essencial da guitarrada paraense.

## Biografia
Aldo tomou contato com a música ao acompanhar o pai a festas realizadas na sua cidade natal. Começou a tocar profissionalmente em Belém, ainda nos anos 70. Depois de integrar um grupo de Igarapé-Miri, "Os Populares", no qual participou como guitarrista no primeiro álbum lançado pelo conjunto, em 1980, começou em 1984 uma carreira solo de sucesso, com mais de 20 álbuns lançados em seus mais de 40 anos de carreira. Entre suas músicas de maior sucesso se podem mencionar Solo de Craque, Melô do Tibúrcio,  Lambada Classe A, Lambada dos Brasileiros, entre outras.
As suas gravações solo da década de 80, além das realizadas dentro da série "Guitarradas", da gravadora Gravasom (creditadas a "Carlos Marajó", mas que seriam em boa parte tocadas por Aldo), ajudaram a consolidar a guitarrada, gênero surgido no Pará e cujo marco inicial é apontado por vários críticos como sendo o disco Lambada das Quebradas, de Mestre Vieira, gravado em 1978. O álbum inspirou Aldo e o motivou a aprender violão e logo a guitarra elétrica. Aldo também contribuiu para o desenvolvimento da lambada, da qual a guitarrada é considerada uma versão instrumental. Ao longo da carreira realizou turnês por todo o país, com destaque, além da região Norte, para o Nordeste, em especial Fortaleza, onde viveu por anos. Também realizou shows no exterior, na Alemanha e Itália, e teve um disco editado na França.
Aldo, além das fontes musicais da região Norte e do Caribe, também foi influenciado pelo rock, em especial o da Jovem Guarda. Ele, por sua vez, foi influência reconhecida do músico Ximbinha, ex-Calypso e de nomes da nova geração, como o grupo curitibano "Farofa Tropikal", que incorpora a sonoridade da guitarrada ao seu repertório, os cearenses do "Descendentes da Índia Piaba" e os paraenses do Cravo Carbono, que fizeram nos anos 90 uma releitura da guitarrada de Aldo e companhia.
Em 2003 integra, junto de Mestre Vieira e Mestre Curica, um projeto idealizado pelo músico paraense Pio Lobato (ex-Cravo Carbono), o Mestres da Guitarrada, que ajudou a apresentar o gênero às novas gerações e a públicos de outras regiões do Brasil e do mundo.

## Discografia
De mais de 20 álbuns lançados em 40 anos de carreira se podem destacar os seguintes.
Com Os Populares:
- Lambadas Incrementadas - Volume 1

Como "Carlos Marajó "(várias das faixas, outras teriam sido executadas pelo músico amazonense Oseas):
- Guitarradas - Lambada Ritmo Alucinante; Volumes 1, 2 & 3

Como artista solo ou com seu conjunto:
- Aldo Sena (Premier/RGE, 1983) - LP
- Aldo Sena e seu conjunto (Premier/RGE, 1984)
- Aldo Sena e seu conjunto (Premier/RGE, 1986)
- Aldo Sena (Musicolor/Continental, 1987)
- Dance Lambadas (RGE, 1988)
- Les Plus Belles Lambadas Bresiliennes D'Aldo Sena (Carrere, gravadora francesa, 1989)
- Dance Lambadas, Volume 3 (RGE, 1990)
- O Rei da Guitarrada (Ná Music, 2013)
- Guitarra Tropical (Ná Music, 2021) - EP[5]

No marco do projeto Mestres da Guitarrada:
- Mestres da Guitarrada (Cultura Marcas, 2004)[18]